# کلای کراس
کلای کراس (به انگلیسی: Clay Cross) یک شهرک در بریتانیا است که در انگلستان واقع شده‌است.

## خصوصیات
کلای کراس ۸٬۵۷۳ نفر جمعیت دارد.